# هنري إل. جاكسون
هنري إل. جاكسون (بالإنجليزية: Henry L. Jackson)‏ هو شخصية أعمال وصحفي أمريكي، ولد في 24 مارس 1911 في نيويورك في الولايات المتحدة، وتوفي في 17 يونيو 1948 في أريستاس في الولايات المتحدة.